# El canto del grillo
El canto del grillo era un programa de madrugada de Radio Nacional en emisión entre 2014 y 2018, cuando fue sustituido por los programas "Entre dos luces" y "El gallo que no cesa". Estaba dirigido y presentado por Chema García Langa (aunque en sus inicios lo fue por Eva Cordón).